# Que Deseja Ouvir?
'Que Deseja Ouvir?' foi o primeiro programa de discos pedidos da rádio portuguesa.
Este programa foi criado pela Emissora Nacional no ano de 1939, com o objectivo de satisfazer pedidos de variados ouvintes enviados à Rua do Quelhas, que não poderiam ser satisfeitos em todos os programas da Emissora Nacional. O programa intitulou-se "Que Deseja Ouvir?" pela razão de que o programa era destinado a realizar todos os pedidos feitos pelos ouvintes. Estava assim criado o critério de "programa de discos pedidos" que viria a reger todos os programas de discos pedidos que as rádios foram idealizando a partir dessa data.
Para que os ouvintes pudessem pedir os discos, tinham que telefonar à Emissora Nacional para solicitar um postal da mesma estação. A E.N. enviava o postal para o endereço do ouvinte e o ouvinte, depois, enviava o postal com o endereço da estação: "Emissora Nacional, Rua do Quelhas, 2, Lisboa, Portugal", o nome do artista e o nome da canção que queria escutar. Nesta altura, a Emissora Nacional só satisfazia os pedidos se eles estivessem inseridos nos postais da estação.
O programa foi inicialmente apresentado por Olavo de Eça Leal, e depois por Fernando Curado Ribeiro. Em 1946 o programa muda de nome e de apresentador, passando a chamar-se "Que Quer Ouvir?", e a ser apresentado por Artur Agostinho, que coordenou o programa até 1954. Nesse ano passou a ser o apresentador o locutor Nuno Fradique. Em 1957 o apresentador passou a ser o locutor Moreira da Câmara.
Em 1965 o endereço utilizado para os ouvintes passarem a enviar os seus pedidos passou a ser o seguinte: "Programa "Que Quer Ouvir" Metropolitano. Emissora Nacional - Rua do Quelhas - Lisboa".
Nunca houve uma lista expressa de discos mais solicitados neste programa, aliás nem havia. Os ouvintes, conforme as suas vontades, escolhiam os discos que mais queriam ouvir na Emissora Nacional. Podiam-se ouvir e pedir neste programa discos como "Mãe Há Só Uma" de Fernando Farinha, "Ai Mouraria" de Amália Rodrigues ou "Um Telegrama" de César Morgado.
O programa era transmitido em horários que variaram de época para época:
- 1964 - Segundas-feiras: 14 horas e 20 minutos (14h20m); Terças-feiras: 21 horas e 40 minutos (21h40m); Quartas-feiras: 12 horas e 15 minutos (12h15m); Sextas-feiras: 20 horas (20h00m)
- 1968 - Segundas-feiras: 14 horas e 5 minutos (14h05m); Quintas-feiras: 14 horas e 30 minutos (14h30m)
- 1973 - Terças-feiras, pelas 21 horas e 30 minutos (21h30m).

O programa deixou de estar no ar a partir do dia 25 de Abril de 1974, sendo o 2º programa mais longevo da Emissora Nacional, depois do "Serão para Trabalhadores" e da "Hora da Saudade". "Que Quer Ouvir" tornou-se num dos programas mais emblemáticos da rádio portuguesa, sendo objectivo para muitos programas do mesmo estilo que se seguiram em todas as rádios portuguesas.